# Зеленокрылый трубач
Зеленокрылый трубач (лат. Psophia viridis) — вид птиц из семейства трубачей. Выделяют три подвида.
Длина тела 46—53 см, вес от 1 до 1,5 кг. Оперение чёрного цвета, за исключением широких крыльев зелёного цвета. На груди перья с синим металлическим отблеском. Ноги серые, клюв чёрный или тёмно-серый. Самцы немного крупнее самок.
Вид распространён в Бразилии. Его ареал ограничивается реками Амазонка, Мадейра и Токантинс. Живёт в дождевых лесах Амазонии.
Птицы питаются насекомыми и упавшими фруктами, которые в основном были сброшены обезьянами с более высоких ярусов деревьев. Хотя они могут хорошо летать, в случае опасности они скорее убегают от нападающего по земле. Кроме того, они хорошие плавают. В поисках пищи и воды  птицы перемещаются небольшими группами с лидером через тропический лес. Продолжительность жизни составляет около 10 лет.
Гнездо строят в дупле или в кроне пальм. В кладке обычно 2—5 белых, с толстой скорлупой яиц. После вылупления птенцы сразу самостоятельно отправляются на поиски пищи.